# Halieutopsis
A Halieutopsis a csontos halak (Osteichthyes) főosztályának sugarasúszójú halak (Actinopterygii) osztályába, ezen belül a horgászhalalakúak (Lophiiformes) rendjébe és az Ogcocephalidae családjába tartozó nem.

## Tudnivalók
A Halieutopsis-fajok előfordulási területe az Indiai- és a Csendes-óceánok. Eme halak hossza fajtól függően 4,4-7,8 centiméter közötti.

## Rendszerezés
A nembe az alábbi 10 faj tartozik:
- Halieutopsis andriashevi Bradbury, 1988
- Halieutopsis bathyoreos Bradbury, 1988
- Halieutopsis galatea Bradbury, 1988
- Halieutopsis ingerorum Bradbury, 1988
- Halieutopsis margaretae Ho & Shao, 2007
- Halieutopsis nudiventer (Lloyd, 1909)
- Halieutopsis simula (Smith & Radcliffe, 1912)
- Halieutopsis stellifera (Smith & Radcliffe, 1912)
- Halieutopsis tumifrons Garman, 1899 - típusfaj
- Halieutopsis vermicularis Smith & Radcliffe, 1912